# Маріо Зеке
Маріо Зеке (угор. Zeke Márió, нар. 1 вересня 2000, Шопрон) — угорський футболіст, захисник клубу «Пакш».
Виступав також за клуби «Дьєр» та «Кечкемет».

## Ігрова кар'єра
Народився 1 вересня 2000 року в місті Шопрон. Вихованець юнацьких команд футбольних клубів «Шопрон» та «Дьєр».
У дорослому футболі дебютував 2017 року виступами за команду «Дьєр», у якій провів один сезон, взявши участь у 2 матчах чемпіонату. 
Своєю грою за цю команду привернув увагу представників тренерського штабу клубу «Фехервар», до складу якого приєднався 2018 року. Відіграв за клуб з Секешфегервара наступний сезон своєї ігрової кар'єри.
Протягом 2019—2020 років захищав кольори клубу «Дьїрмот».
У 2020 році орендований клубом «Будайорш», який залишив ще до завершення того ж року. 
З 2020 року знову, цього разу один сезон захищав кольори клубу «Фехервар». 
Згодом з 2021 по 2023 рік грав у складі команд «Будафок МТЕ», «Дьїрмот», «Кечкемет» та «Фехервар».
З 2023 року знову, цього разу два сезони захищав кольори клубу «Кечкемет». Більшість часу, проведеного у складі «Кечкемета», був основним гравцем захисту команди.
До складу клубу «Пакш» приєднався 2025 року.